# Ernesto Meccia
Ernesto Meccia (General Las Heras, provincia de Buenos Aires, 1968) es Doctor en Ciencias Sociales y Licenciado en Sociología por la Universidad Nacional de Buenos Aires. Es profesor estable de grado y de posgrado en la UBA y la Universidad Nacional del Litoral, donde enseña metodologías cualitativas de investigación.  
Fue secretario académico de la Carrera de Sociología de la UBA. Integra el Departamento de Sociología de la FHUC-UNL. Es colaborador del suplemento Soy de Página 12 y de la Revista Anfibia. Permanente interesado por las obras de Erving Goffman, Howard Becker, Alfred Schutz y Pierre Bourdieu.
Su principal tema de estudio es la homosexualidad masculina. Lo hace buscando sinergias con perspectivas de otras disciplinas, como los estudios de microinteracciones situadas, los enfoques sociales del discurso, la sociología de las generaciones y la etnografía de la comunicación. Sus aproximaciones a este tema son marcadas por intereses cognoscitivos que trascienden al tema, entre otros: las relaciones entre cambio social y subjetividad, las formas de la individuación contemporánea y la articulación analítica entre los niveles micro, meso y macro-social.

## Obras
Su libro “La cuestión gay. Un enfoque sociológico” (2006), ha tenido un notorio reconocimiento por parte de instituciones del mundo académico, entidades de Derechos Humanos y organizaciones políticas LGTB. Documenta las reivindicaciones de la diversidad sexual desde los inicios de la democracia argentina, en 1983, hasta fin de siglo. Durante el proceso que culminó en la aprobación de la ley del matrimonio igualitario, sus pasajes críticos sobre la noción de tolerancia aparecieron entre los fundamentos del primer fallo que, en 2009, en Argentina, declaró la inconstitucionalidad del impedimento matrimonial entre las personas del mismo sexo.
En su segundo libro “Los últimos homosexuales. Sociología de la homosexualidad y la gaycidad” (2011) anuda el cambio social con el cambio en la subjetividad. En particular, se refiere a las personas que eran mayores o adultas mayores cuando las transformaciones sociales, culturales y jurídicas de la diversidad sexual hicieron la vida más digna para las minorías. Los argumentos se vertebran en torno a los efectos que las lógicas de la opresión social pueden hacer perdurar en la psiquis de las personas aun cuando la misma haya disminuido. El libro ofrece un esquema analítico útil para analizar otros colectivos sociales inmersos en dinámicas de discriminación y reconocimiento social.
En el último libro "El tiempo no para. Los últimos homosexuales cuentan la historia" (2016), permanece al lado de los últimos homosexuales, a quienes da la palabra. A través de una serie de entrevistas en profundidad hechas a varones homosexuales que viven en Buenos Aires y sus alrededores desde, por lo menos 1983, Meccia logra presentar un relato colectivo que reconstruye la vida homosexual en la gran urbe durante los años 1960, la dictadura militar, los primeros años de la democracia, el 2001 y los años del igualitarismo. Una especie de micro-historia de la macro-historia. Al tener la palabra, son los últimos homosexuales (gente “común”) quienes explican cuáles son los cambios, cuáles las permanencias y cuáles los factores que llevaron a unos y a otras. Se trata de una obra en la que el autor procura validar para la sociología el análisis de datos “pequeños” como las narrativas personales, y en la que demuestra como la gente –a su modo- también hace sociología.
Es autor de numerosos artículos publicados en libros y revistas nacionales e internacionales en los que siempre aparecen sus temas de interés: metodologías cualitativas de investigación social, problemas epistemológicos de la Sociología, interaccionismo simbólico, fenomenología social, Erving Goffman, Pierre Bourdieu, formas de sociabilidad de la homosexualidad y la naturaleza social del prejuicio.

### Libros
- La cuestión gay - Un enfoque sociológico (1ª edición). Gran Aldea Editores - GAE. 2006. ISBN 978-987-1301-01-0.
- Los últimos homosexuales - Sociología de la homosexualidad y la gaycidad (1ª edición). Gran Aldea Editores - GAE. 2011. ISBN 978-987-1301-49-2.
- Matrimonio igualitario (1ª edición). Eudeba - Editorial Universitaria de Buenos Aires S.E.M. 2015. ISBN 978-950-23-4622-9. (En coautoría)
- El tiempo no para - Los últimos homosexuales cuentan la historia (1ª edición). Ediciones UNL -Eudeba. 2016. ISBN 978-987-749-042-8.
- Biografías y sociedad - Métodos y perspectivas (1ª edición). Ediciones UNL -Eudeba. 2019. ISBN 9789877491517.
- Los últimos homosexuales (2ª edición). Ediciones UNL -Eudeba. 2021. ISBN 9789877492736.

### Obras destacadas en revistas
- “La sociedad de los espejos rotos. Apuntes para una sociología de la gaycidad” en Revista “Sexualidad, salud y sociedad. Revista Latinoamericana” N.º 8, Centro Latinoamericano en Sexualidad y Derechos Humanos, Instituto de Medicina Social, Universidad Estadual de Río de Janeiro, 2011.
- “Siempre en agenda. La cuestión de los derechos sexuales en la programática del Estado argentino. Una perspectiva sociológica” en Revista “Cuadernos de Estudios Latinomericanos. Publicación do Cela, Centro de Estudios Latinoamericanos, Universidad Fernando Pessoa, Portugal, 2010.
- “Los peregrinos a la ley. Una tipología sobre discursos de expertos, jueces y legisladores en torno a las demandas LGTB y al matrimonio igualitario” en Clérico, Laura y Martín Aldao: “Matrimonio igualitario. Perspectivas sociales, políticas y jurídicas”, Buenos Aires, EUDEBA, 2010.
- “Catolicismo y ciudadanía sexual en Argentina” en Revista “Sociedad y Religión” N.º 24/25, Buenos Aires, CINAP, 2010.
- “Homosexualidad, tolerancia, inequidad. Apuntes sobre la problemática en Argentina” en revista “Orientaciones. Revista de Homosexualidades” N.º 11, Madrid, Fundación Triángulo, 2006.
- “El es esos. Presuposiciones teóricas para el análisis sociológico de la homosexualidad” en Revista “Mirada Antropológica” N.º ¾, “Antropología y Masculinidades Diversas”, Puebla, Cuerpo Académico de Antropología de la Benemérita Universidad Autónoma de Puebla, 2006.
- “Derechos molestos. Análisis de tres conjeturas sociológicas relativas a la incorporación de la problemática homosexual en la agenda política argentina” en “Revista Argentina de Sociología” N.º 1, Buenos Aires, Consejo de Profesionales en Sociología – Miño y Dávila Editores, 2003.